# Шамбона
Шамбона́ (фр. Chambonas, окс. Chambonàs) — коммуна во Франции, находится в регионе Рона — Альпы. Департамент коммуны — Ардеш. Входит в состав кантона Ле-Ван. Округ коммуны — Ларжантьер.
Код INSEE коммуны — 07050.

## Климат
Климат средиземноморский.

## Население
Население коммуны на 2008 год составляло 612 человек.
| 1962 | 1968 | 1975 | 1982 | 1990 | 1999 | 2008 |
| ---- | ---- | ---- | ---- | ---- | ---- | ---- |
| 605  | 605  | 566  | 520  | 552  | 555  | 612  |

## Экономика
В 2007 году среди 364 человек в трудоспособном возрасте (15—64 лет) 236 были экономически активными, 128 — неактивными (показатель активности — 64,8 %, в 1999 году было 63,8 %). Из 236 активных работали 196 человек (107 мужчин и 89 женщин), безработных было 40 (21 мужчина и 19 женщин). Среди 128 неактивных 29 человек были учениками или студентами, 63 — пенсионерами, 36 были неактивными по другим причинам.

## Достопримечательности
- Замок Бо (XIII век)
- Мост (XIII век)
- Тоннель под замком
- Музей свиней, действующая свиноферма

## Фотогалерея

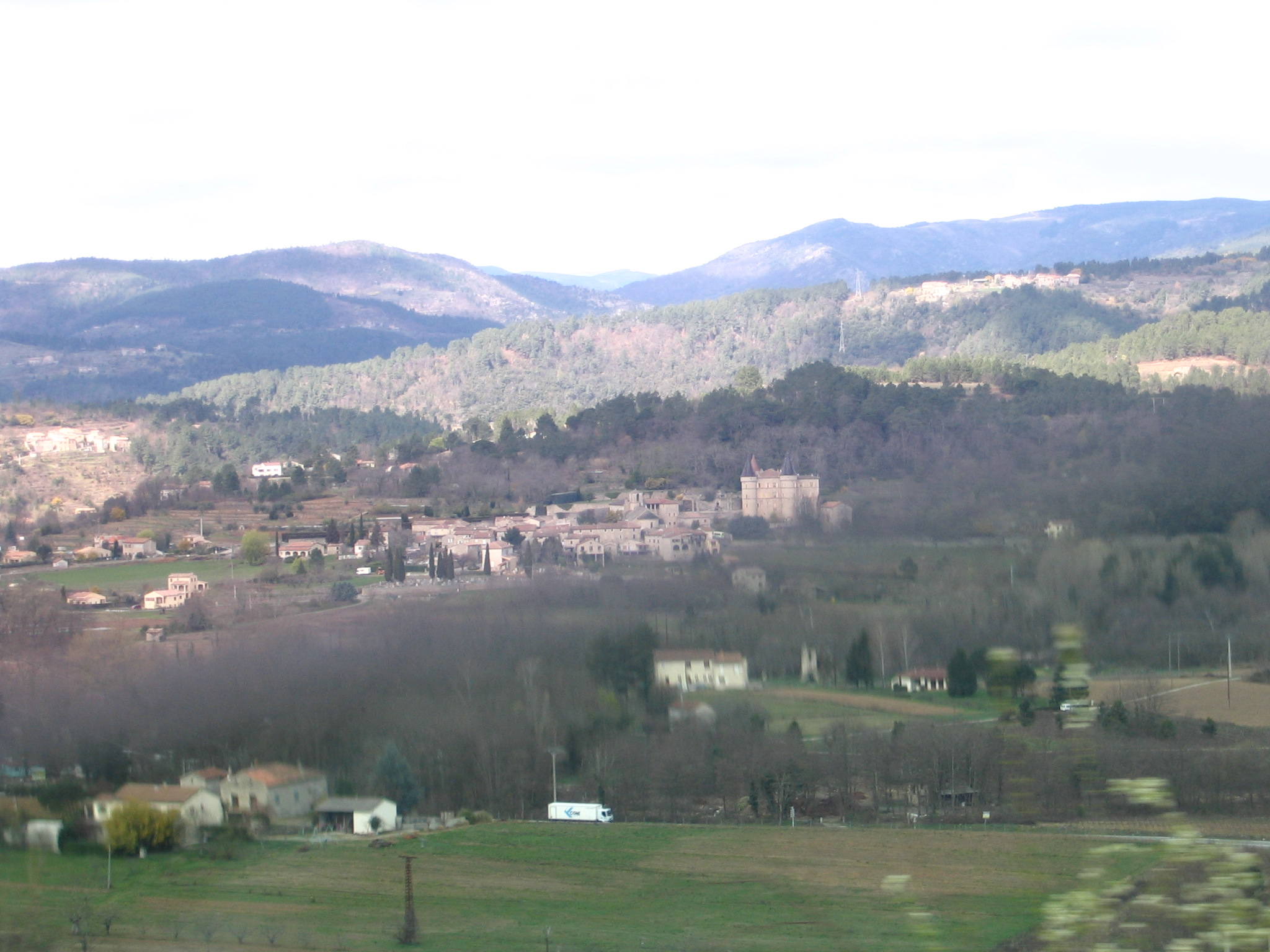
Шамбона
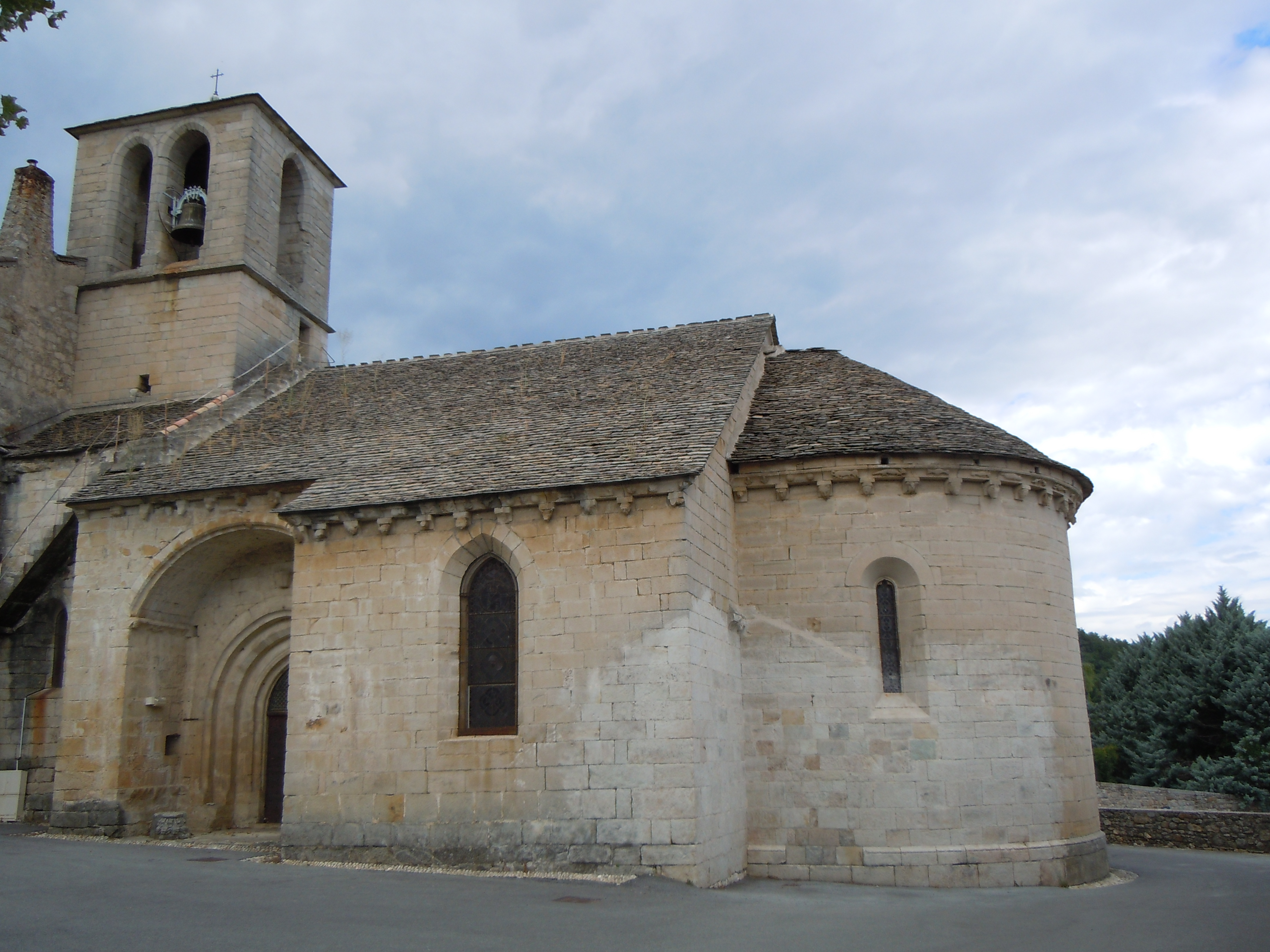
Церковь Сен-Мартен
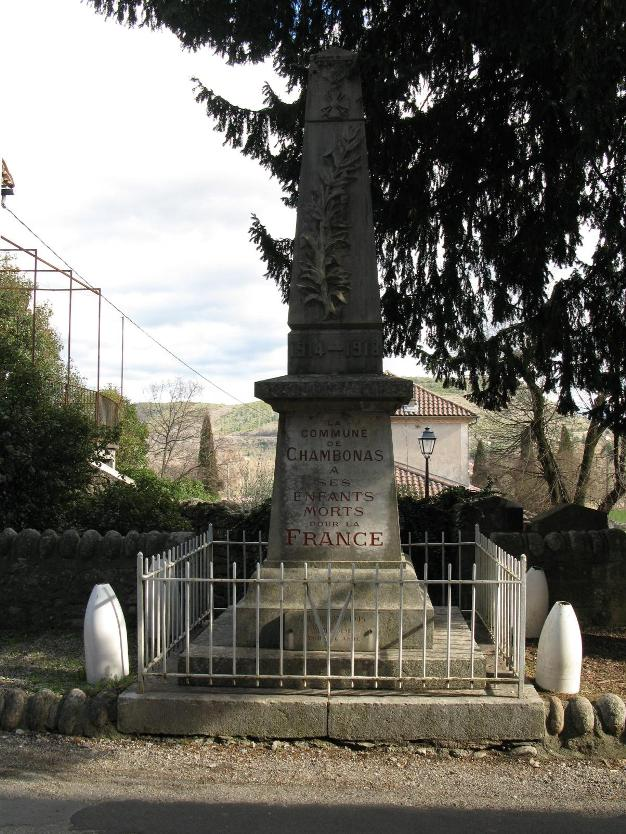
Памятник погибшим в Первой мировой войне
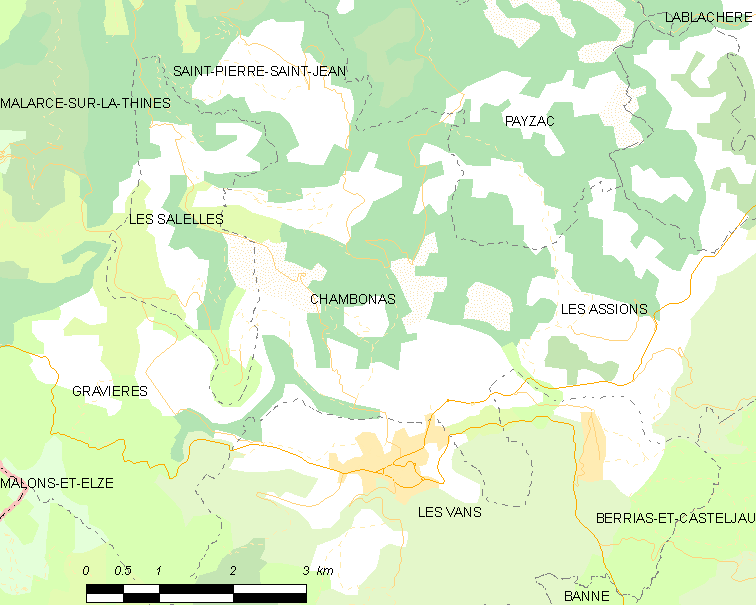
Карта коммуны